# Fernand Lelong
 (mars 2011).
Si vous disposez d'ouvrages ou d'articles de référence ou si vous connaissez des sites web de qualité traitant du thème abordé ici, merci de compléter l'article en donnant les références utiles à sa vérifiabilité et en les liant à la section « Notes et références ».
Pour les articles homonymes, voir Lelong.
Fernand Lelong, né le 3 septembre 1939 à Sains-en-Gohelle (Pas-de-Calais) et mort le 2 novembre 2002 à Clamart, est un tubiste français. Tuba solo à l'Orchestre de Paris de 1967 à 1999, il est également professeur de tuba et trombone basse au Conservatoire national supérieur de musique de Paris de 1982 à 1999.

## Biographie
Né dans une petite commune du bassin minier du Nord-Pas-de-Calais, Fernand Lelong découvre la musique, sous la conduite de son père, au sein de l'Harmonie des mineurs de la fosse n° 10.
Après de brillantes études au conservatoire de Lille, il entre en 1957 au Conservatoire national supérieur de musique à Paris et obtient rapidement un premier prix dans la classe de Paul Bernard. De 1961 à 1965, il occupe tour à tour les postes de soliste à la Musique de la Police nationale, à la Musique principale de l'Armée de l'air. Dès 1962, il joue avec l'Orchestre de la Société des concerts du Conservatoire qui devient en 1967 l'Orchestre de Paris.
En 1970, le Conservatoire du 10e arrondissement de Paris lui offre la possibilité de diffuser son savoir. La qualité de son enseignement sera rapidement connue de toute la France et la classe ne désemplira jamais. En 12 ans, plus de 30 élèves entreront par la suite au Conservatoire national supérieur de musique de Paris. Durant ces années, il fait accomplir un bond prodigieux au saxhorn basse et développe la pratique des tubas basse et contrebasse. Il contribue aussi à l'amélioration de la facture instrumentale avec les Établissements Antoine Courtois et contribue à développer le répertoire, chez Billaudot notamment.
En 1982, il rejoint le corps professoral du Conservatoire national supérieur de musique de Paris, succédant à André Léger. À partir de cette année, l'enseignement du Tuba/Saxhorn et du trombone basse sera séparé. Le cimbasso est intégré comme discipline optionnelle. Fernand Lelong aura un assistant, Jean-Luc Petitprez.
En 1988, il contribue à la mise en place d'un premier Certificat d'Aptitude à l'enseignement du tuba.
En 29 années d'enseignement, sur plus de 200 élèves formés certains sont, aujourd'hui, musiciens professionnels dans les orchestres ou se consacrent à l'enseignement.
En 1999, il prend sa retraite. Avant de quitter ses activités, il est, à la demande du Conservatoire national supérieur de musique de Paris, coauteur d'un film retraçant l'histoire du tuba. Il participe à la rédaction d'un ouvrage pédagogique, 10 ans avec le tuba édité par la Cité de la musique en 1999.

## Élèves notoires
- Ivan Milhiet, soliste international. décédé le 2 avril 2009
- François Thuillier, soliste international